# Чубинський Павло Платонович
Павло́ Плато́нович Чуби́нський  (15 (27) січня 1839, м. Бориспіль, Полтавська губернія — 14 (26) січня 1884, Київ) — український етнограф, фольклорист, поет, громадський діяч, автор тексту гімну України.

## Життєпис
Народився 27 січня 1839 р. у містечку Борисполі Переяславського повіту Полтавської губернії (нині — Київська область, Україна), на вулиці Горянській, 14, у небагатій дворянській родині відставного офіцера Платона Івановича Чубинського. Згідно з деякими джерелами родина належала до гербу Леліва.
Початкову освіту одержав від матері та домашніх учителів. Змалку захоплювався географією, мріє про далекі подорожі. Після закінчення Другої київської гімназії вступив на юридичний факультет Петербурзького університету. Там познайомився з географом Семеновим-Тянь-Шанським Петром Петровичем, який своєю чергою познайомив Чубинського з видатними географами Миколою Пржевальським та Миколою Миклухо-Маклаєм.
У студентські роки брав участь у діяльності петербурзької української громади. Був автором журналу «Основа», де познайомився з Тарасом Шевченком, Миколою Костомаровим, Пантелеймоном Кулішем, Василем Білозерським, братами Михайлом, Василем, Іваном та Олександром Лазаревськими та іншими. Після мітингу проти розправи над учасниками варшавської маніфестації Чубинського виключили з університету, і він деякий час жив на Чернігівщині, у селі Ропша. 
1861 року захистив у Петербурзі дисертацію «Нариси народних юридичних звичаїв і понять з цивільного права Малоросії» і йому присуджено науковий ступінь кандидата правознавства.
Повернувшись в Україну, впродовж 1861—1862 років писав статті для «Основи»: «Значення могорича у договорі, господарські товариства, найм робітників», «Український спектакль у Чернігові», «Два слова про сільське училище», «Ярмарок у Борисполі», співпрацював з «Черниговским листком», де опублікував матеріал «Декілька слів про значення казок, прислів'їв та пісень для криміналіста», та з «Киевскими губернскими ведомостями», в яких побачила світ його «Програма для вивчення народних юридичних звичаїв у Малоросії» (1862).
У цей час намагався відкрити безкоштовну сільську школу в Борисполі, але не добився дозволу влади. Належав до течії хлопоманів. 1862 року в Києві кілька українофільських гуртків об'єдналися в Стару громаду, серед перших членів якої були Павло Чубинський, Володимир Антонович, Павло Житецький, Тадей Рильський тощо. Проти Старої громади невдовзі було заведено кримінальну справу, почалося слідство. У вересні того року в Золотоніському повіті поліція виявила прокламацію українською мовою «Усім добрим людям».
Тієї осені 1862 року Павло Чубинський написав вірш «Ще не вмерла Україна», який став текстом національного гімну українського народу. 17 січня шеф жандармів князь Долгоруков дав розпорядження вислати Чубинського «за вредное влияние на умы простолюдинов» (за українську діяльність) на проживання в Архангельську губернію під нагляд поліції. Туди ж вислали громадівця Петра Єфименка та його дружину, історика Олександру Єфименко.
Через рік він оселився в Архангельську, де працював судовим слідчим, потім секретарем губернського статистичного комітету, редактором губернської газети, чиновником з особливих доручень при губернаторі. Сім років у засланні в Архангельську українець Чубинський працював на російську науку, зокрема написав дослідження про ярмарки в архангельському краї, про смертність на Архангельщині, про печорський край, торгівлю в північних губерніях Росії, дослідив юридичні звичаї в губернії тощо.
Очолював експедицію з вивчення Печорського краю і Заполярного Уралу. За його ініціативою надіслано експедицію навіть на Нову Землю (невипадково, що українські полярники, які вирушають на зимівлю в Антарктиду, покладають квіти до пам'ятної дошки Чубинського на будинок гімназії, де він навчався).

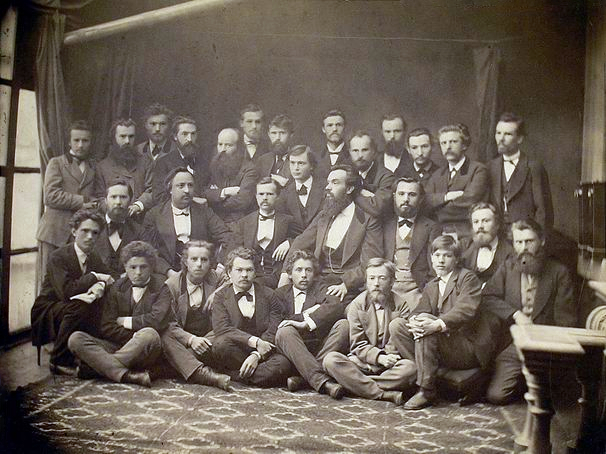
Київська «стара» громада разом зі студентською, 1874 р. Зліва направо: перший ряд: невідомо, Комарецький, невідомий представник студентської громади, Олександр Русів (скарбник), Іродіон Житецький, Волянський, Трохим Біленький, Михайло Левченко;
другий ряд: Микола Лисенко, Павло Чубинський, Іван Нечуй-Левицький, Михайло Старицький, Орест Левицький (делегат студентів при старій громаді), Діаконенко;
третій ряд: Фаворський, Михайло Драгоманів, Петро Косач (?), Білоусів, Микола Ковалевський, Пащенко, Хведір Вовк, Володимир Антонович, Микола Вербицький, Вільям Беренштам, невідомо, невідомо, Павло Житецький, невідомо.

У 1869 р. дістав дозвіл про повернення до України. Узимку 1869 року перебрався до Петербургу, став дійсним членом Географічного товариства та у травні 1870 року очолив етнографічно-статистичну експедицію в Південно-Західний край. Протягом двох років експедиція досліджувала Київську, Волинську, Подільську губернії України, частини Мінської, Гроднянської (Білорусь), Люблінської і Седловецької губерній (Польща) та Бессарабію, де компактно проживали українці.
8 січня 1871 року обраний секретарем Київського відділення Російського технічного товариства.
Упродовж 1873—1875 років — секретар (1875—1876 — заступник голови) Південно-Західного відділу Російського географічного товариства.
В Емському указі 1876 р., скерованому проти української мови та українофілів, вказувалося на необхідність вислання М. Драгоманова і П. Чубинського як небезпечних агітаторів. У 1876 р. Чубинського було вислано з Києва із забороною проживати в малоросійських і столичних губерніях. За допомогою президії Російського географічного товариства він дістав дозвіл проживати в Петербурзі.
У 1879 р. Чубинський тяжко захворів, його розбив параліч, і він до кінця життя був прикутий до ліжка.
Помер 17 січня 1884 року. Прощалися з Чубинським в церкві Різдва Христового. Похований у Борисполі на Книшовому кладовищі.

## Наукова діяльність
У період 1869—1871 років, за результатами широкомасштабної експедиції, Чубинський обробив та підготував до друку сім томів (у 9-ти книгах) «Трудів етнографічно-статистичної експедиції». До першого тому увійшли легенди, загадки, прислів'я, гадання, повір'я, до другого — міфічні та побутові казки, до третього — народний календар, до четвертого — обрядові пісні, до п'ятого — побутові пісні, до шостого — волосні суди, до сьомого — національні характери поляків, угорців, німців, чехів, євреїв, циган.

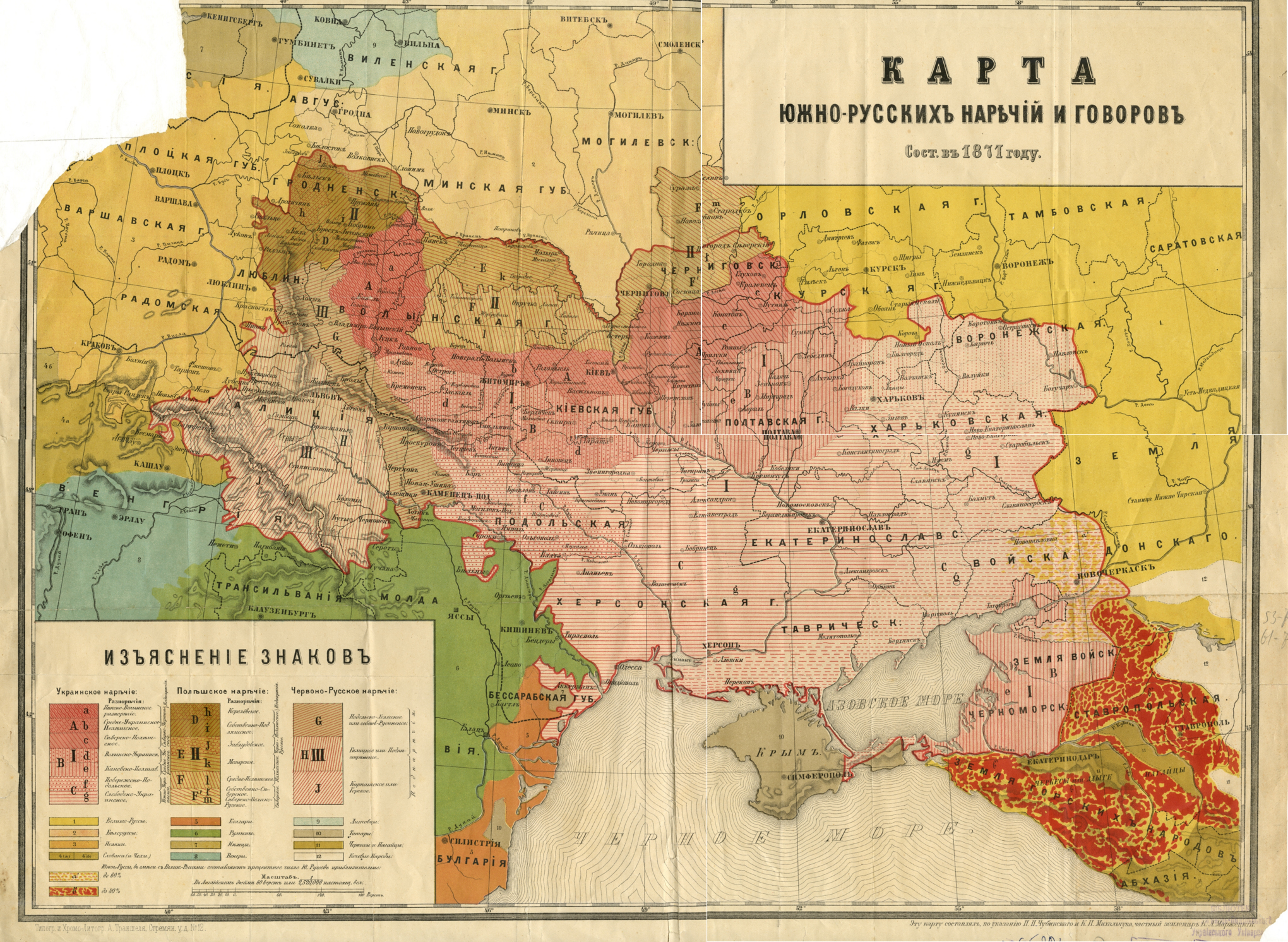
Карта «Південно-руські наріччя та говірки» 1871 р.

Ґрунтуючись на дослідженнях Павла Чубинського, за участю мовознавця Костянтина Михальчука у 1871 році була складена карта «південно-руські наріччя та говірки», яка позначала територію домінування української мови в другій половині XIX століття.

Чубинский, П. П. «Труды этнографическо-статистической экспедиции в Западно-Русский Край» — Т.1-7. — СПб., 1872—1878.

Чубинский, П. П. «Очерк народных юридических обычаев и понятий в Малороссии» — СПб., 1869.

Чубинский, П. П. «О состоянии Хлебной торговли и производительности в Северном районе» (Архангельська, В'ятська, Костромська, Вологодська, Новгородська губернії Росії) — СПб., 1870.
У 1875 був нагороджений Золотою медаллю на міжнародній виставці у Парижі за науково-дослідницькі праці з етнографії і статистики.

### Фольклористика і етнографія
Записав майже 400 тис. обрядових пісень, 300 казок, безліч звичаїв і прикмет.

## Літературна творчість
Відомий також як поет, автор збірки віршів «Сопілка Павлуся» (1871).
Чубинський — автор тексту українського національного гімну «Ще не вмерла України ні слава, ні воля».

## Родина

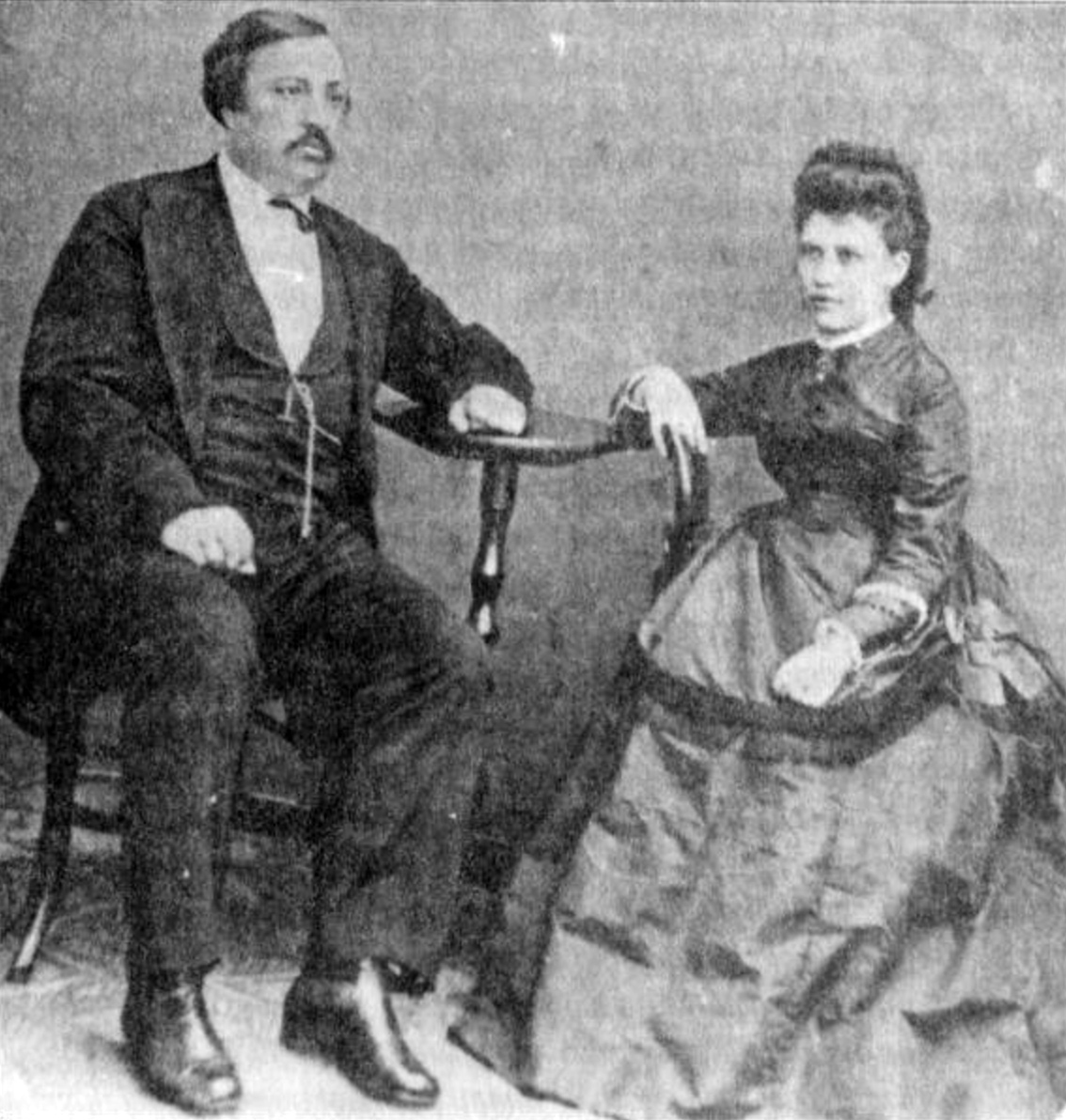
Павло Чубинський із дружиною

Дружина — Катерина Порозова, сестра дружини інженера-цукровара Толпигіна (Чубинський тоді служив у цукроварній фірмі Яхненків і Симиренка). Взяли шлюб 1872 року.
Діти: Олександра — оперна співачка, Михайло — професор-криміналіст, Федір — ветеринар і Павло — інженер (залізнична платформа Чубинський). Правнук Чубинського Володимир — поет і композитор, був переслідуваний за радянських часів, учинив самогубство.

## Премії та нагороди
За свої цінні наукові праці одержав:
- срібну медаль (1869);
- другу срібну медаль (1870);
- золоту медаль від Російського географічного товариства (1873);
- золоту медаль 2 класу від Міжнародного конгресу в Парижі на Міжнародній Виставці в Парижі (1875);
- Уваровську премію Петербурзької академії наук (1879).

## Вшанування
- У 1960-х рр. могилу Павла Чубинського було неофіційно впорядковано за участю окремих представників влади і народного господарства Бориспільщини, попри те, що у ті часи офіційного засудження «українського буржуазного націоналізму» це могло коштувати їм кар'єри, а то і свободи. Серед іншого цю ініціативу зокрема підтримав і тодішній перший секретар Бориспільського райкому партії Іван Степанович Деревець, про що згадано у книзі спогадів про нього[джерело?].
- 1963 р. до 100-річчя українського гімну «Ще не вмерла Україна» Відділ ООЛ видав серію марок, наліпок, франкотипів, поштових листівок із зображенням авторів гімну Павла Чубинського і о. Михайла Вербицького, роботи митця Миколи Бідняка.[14]
- На будинку колишньої гімназії у Києві, де навчався П. Чубинський, встановлена меморіальна дошка.
- У 1994 р. в селі Чубинське засновано ландшафтний заказник загальнодержавного значення «Хутір Чубинського».
- 20 липня 2000 року Постановою Кабінету Міністрів України № 1144 Бориспільському ліцею «Дизайн-освіта» було присвоєно ім'я Павла Чубинського.[15] До 165-ї річниці від дня народження П.Чубинського у ліцеї був відкритий перший в Україні музей-кімната Павла Чубинського. Випускник ліцею 2001 року Юрій Цілик створив унікальне (єдине в Україні) «Мультимедійне зібрання матеріалів про життєвий шлях і творчість П. П. Чубинського», за що отримав перше місце на Всеукраїнському конкурсі-захисті науково-дослідницьких робіт учнів у рамках Малої академії наук.
- У 2001 р. в Борисполі було встановлено пам'ятник.
- У 2015 році в Києві з'явилася вулиця Павла Чубинського, в 2016-му — провулок в Житомирі та вулиця у Кривому Розі[16].
- Заснована Всеукраїнська премія імені Павла Чубинського, а також премія Чубинського від Бориспільської міської ради.
- Восени 2016 року на будинку в с. Млієві (нині Городищенського району Черкаської області), де з 1870 по 1873 рік проживав Павло Чубинський, встановили пам'ятну дошку.[17]
- У червні 1999 року засновано Internationale Paul Tschubynskyj Gesellschaft
- 26 січня 2019 року в Борисполі та 6 квітня у Білій Церкві відбувся «ЧубинськийFEST» (2019)
- 15 квітня 2020 на Книшовому меморіально-парковому комплексі в Борисполі встановили перший в Україні пам'ятник Павлові Чубинському в повний зріст.[18]
- 19 вересня 2019 року Комунальному закладу вищої освіти Київської обласної ради «Академія мистецтв»[19] було присвоєне ім'я Павла Чубинського.

### Ювілейна монета

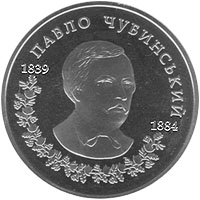
Реверс ювілейної монети

Меморіальна дошка П. Чубинському на будинку колишньої гімназії у Києві (бульв. Тараса Шевченка, 18), де він навчався (скульптор — Б. С. Довгань)

14 січня 2009 року Національний банк України увів в обіг ювілейну монету «Павло Чубинський» .
На аверсі монети угорі розміщено малий Державний Герб України, праворуч і ліворуч від якого — стилізований рослинний орнамент, у центрі — композиція, що символізує етнографічні дослідження науковця — народні музичні інструменти, гетьманські клейноди тощо, над якою напис — НАЦІОНАЛЬНИЙ БАНК УКРАЇНИ, унизу — 2 ГРИВНІ, 2009 та логотип Монетного двору Національного банку України.
На реверсі монети зображено портрет Чубинського в орнаментальному обрамленні та розміщено напис — ПАВЛО ЧУБИНСЬКИЙ (угорі півколом), роки життя — 1839 (ліворуч), 1884 (праворуч).
Автор ескізів і моделей — Володимир Атаманчук.

## Галерея

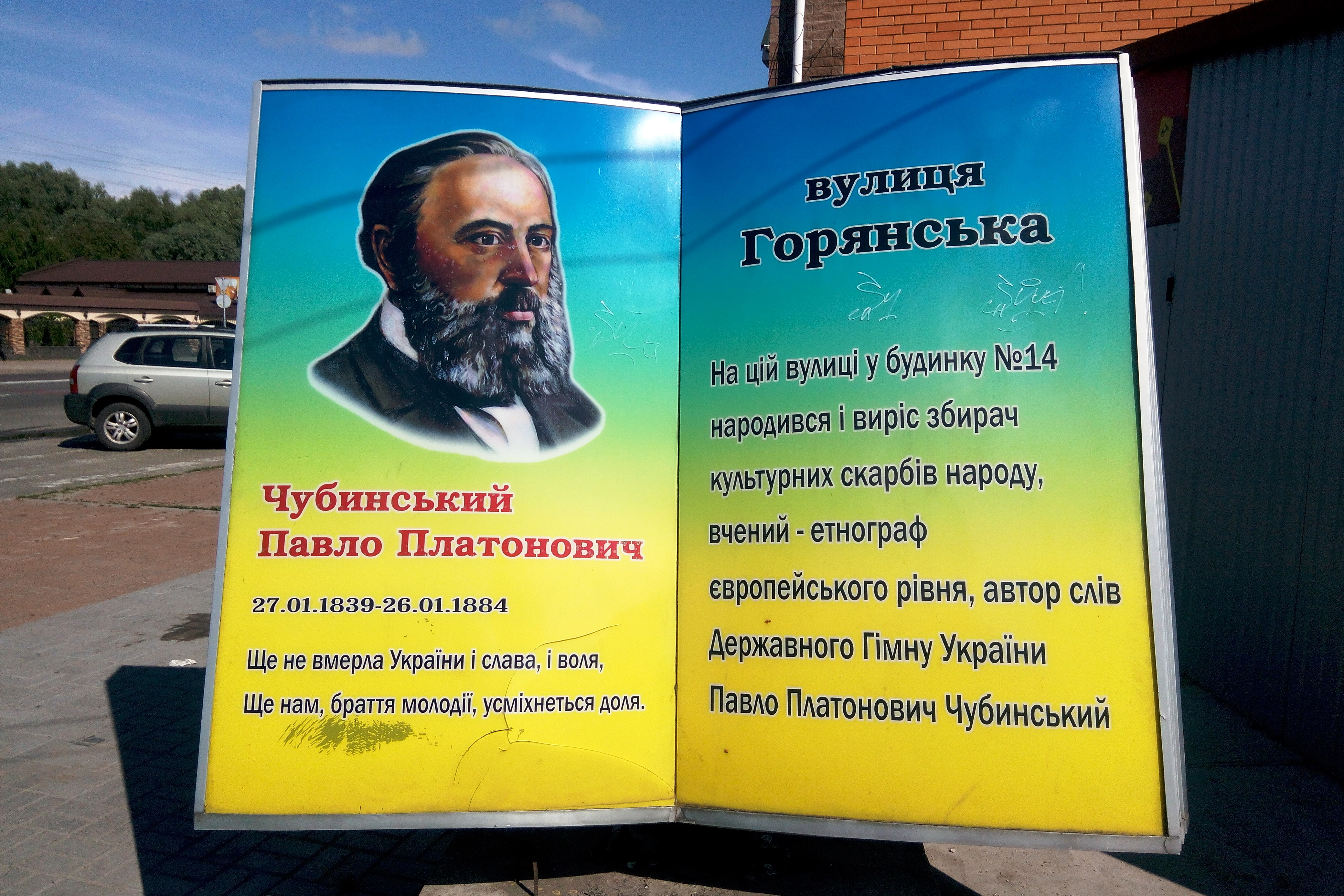
Артоб'єкт "Книга Чубинського" в Борисполі
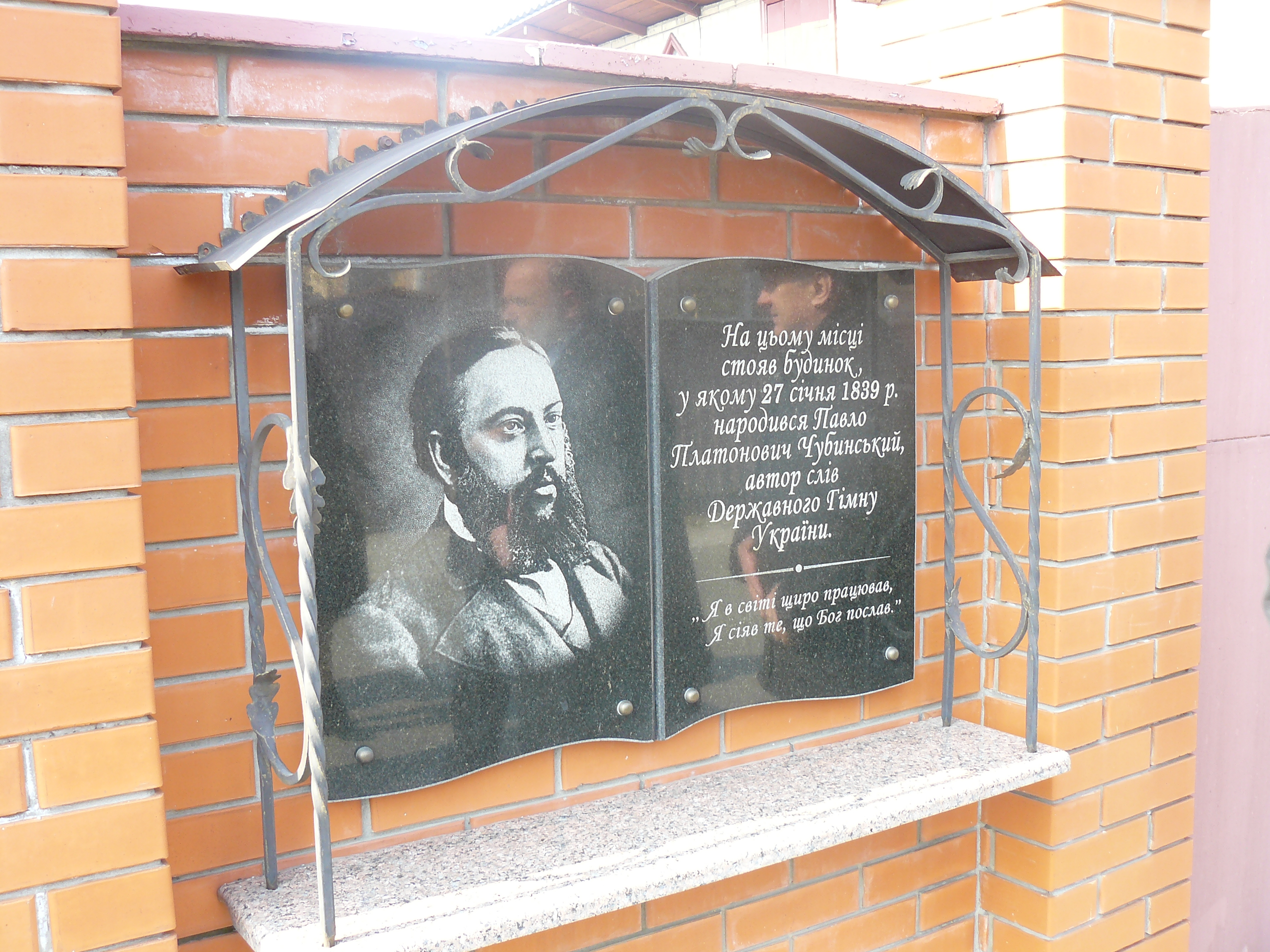
Пам'ятна дошка в Борисполі, де стояв будинок у якому народився Павло Чубинський
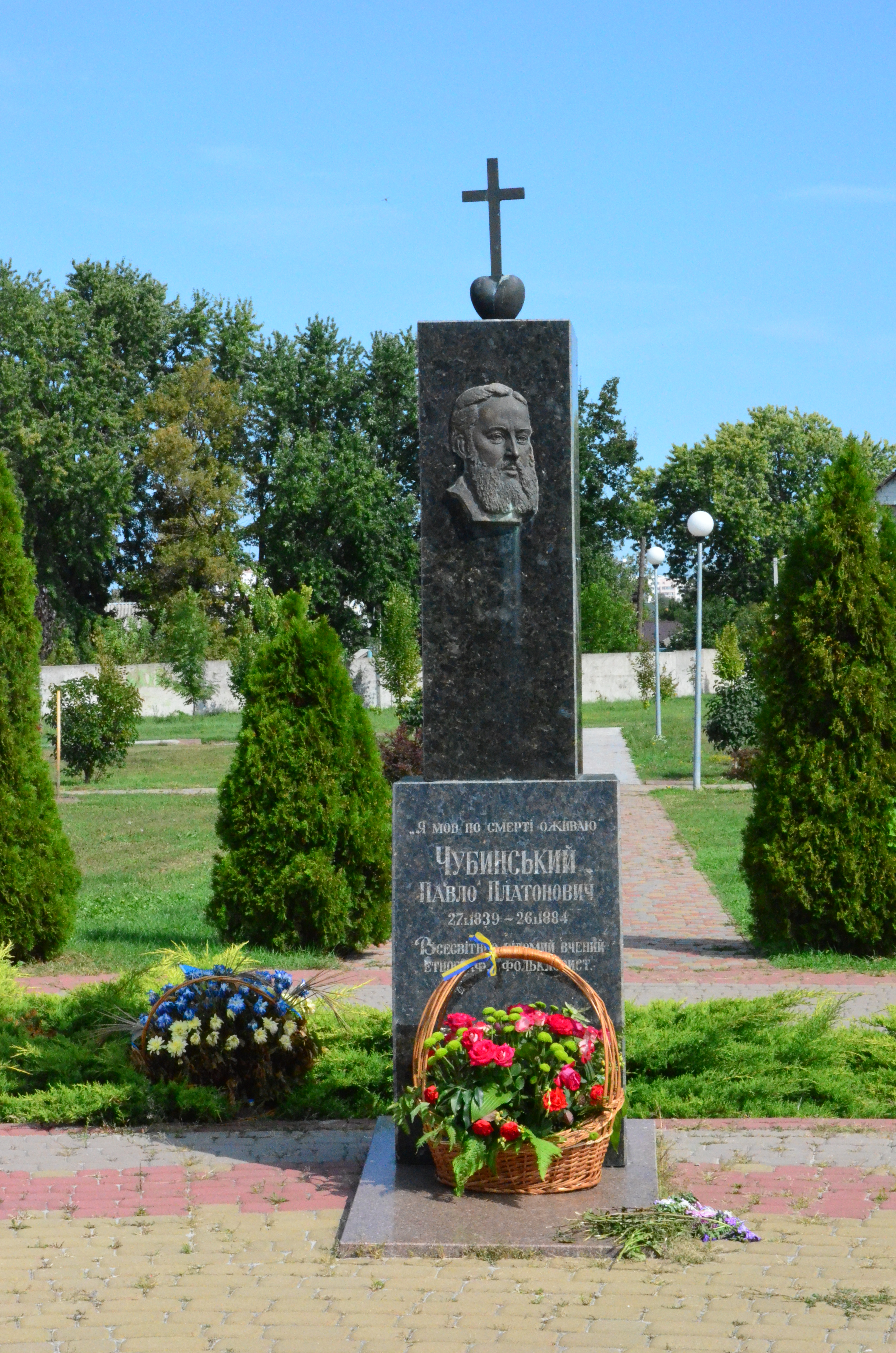
Символічна могила Павла Чубинського на Книшовому кладовищі в Борисполі

### Відео
- ПАВЛО ЧУБИНСЬКИЙ | Програма «Велич особистості» | 2014 (ВІДЕО)

Музичні твори на слова Павла Чубинського:
- «Минулося» [Архівовано 26 жовтня 2021 у Wayback Machine.] (музика Сергія Ярунського)
- «Любив козак молоденький» (музика Сергія Ярунського)
- «Їдуть степом чумаченьки» (музика Ірини Мринської)
- «Діалог століть» (музика Сергія Ярунського, слова Павла Чубинського та Клавдії Дмитрів)

Вистави за мотивами творів Павла Чубинського:
- «Казочки з Борисполя»